# Ренні Квоу
Ренні Квоу (англ. Renny Quow; нар. 25 серпня 1987) — тринідадський легкоатлет, який спеціалізується в бігу на короткі дистанції.

## Спортивні досягнення
Фіналіст (7-е місце) з бігу на 400 метрів на Олімпіаді-2008.
Чемпіон світу з естафетного бігу 4×400 метрів (2017, виступав у забігу). Срібний призер чемпіонату світу з естафетного бігу 4×400 метрів (2015). Бронзовий призер чемпіонату світу з бігу на 400 метрів (2009). Фіналіст (5-е місце) змагань з естафетного бігу 4×400 метрів на чемпіонаті світу (2013).
Бронзовий призер чемпіонату світу в приміщенні з естафетного бігу 4×400 метрів (2012). Фіналіст (4-е місце) змагань з естафетного бігу 4×400 метрів на чемпіонаті світу в приміщенні (2018, виступав у попередньому забігу).
Бронзовий призер Світових естафет з естафетного бігу 4×400 метрів (2014).
Чемпіон світу серед юніорів з бігу на 400 метрів (2006).
Чемпіон Панамериканських ігор з естафетного бігу 4×400 метрів (2015). Фіналіст (4-е місце) змагань з естафетного бігу 4×400 метрів на Панамериканських іграх (2007).
Бонзовий призер Ігор Співдружності з естафетного бігу 4×400 метрів (2014). Фіналіст (4-е місце) змагань з естафетного бігу 4×400 метрів на Іграх Співдружності (2018).
Багаторазовий чемпіон країни з бігу на 400 метрів.